# 연세대학교에 대한 비판과 논란
연세대학교(延世大學校, Yonsei University)와 관련된 각종 사건들 가운데 사회적으로 논란이 되고 있는 것들만 다룬다.

## 연세대와 서울대의광혜원/제중원승계 논란

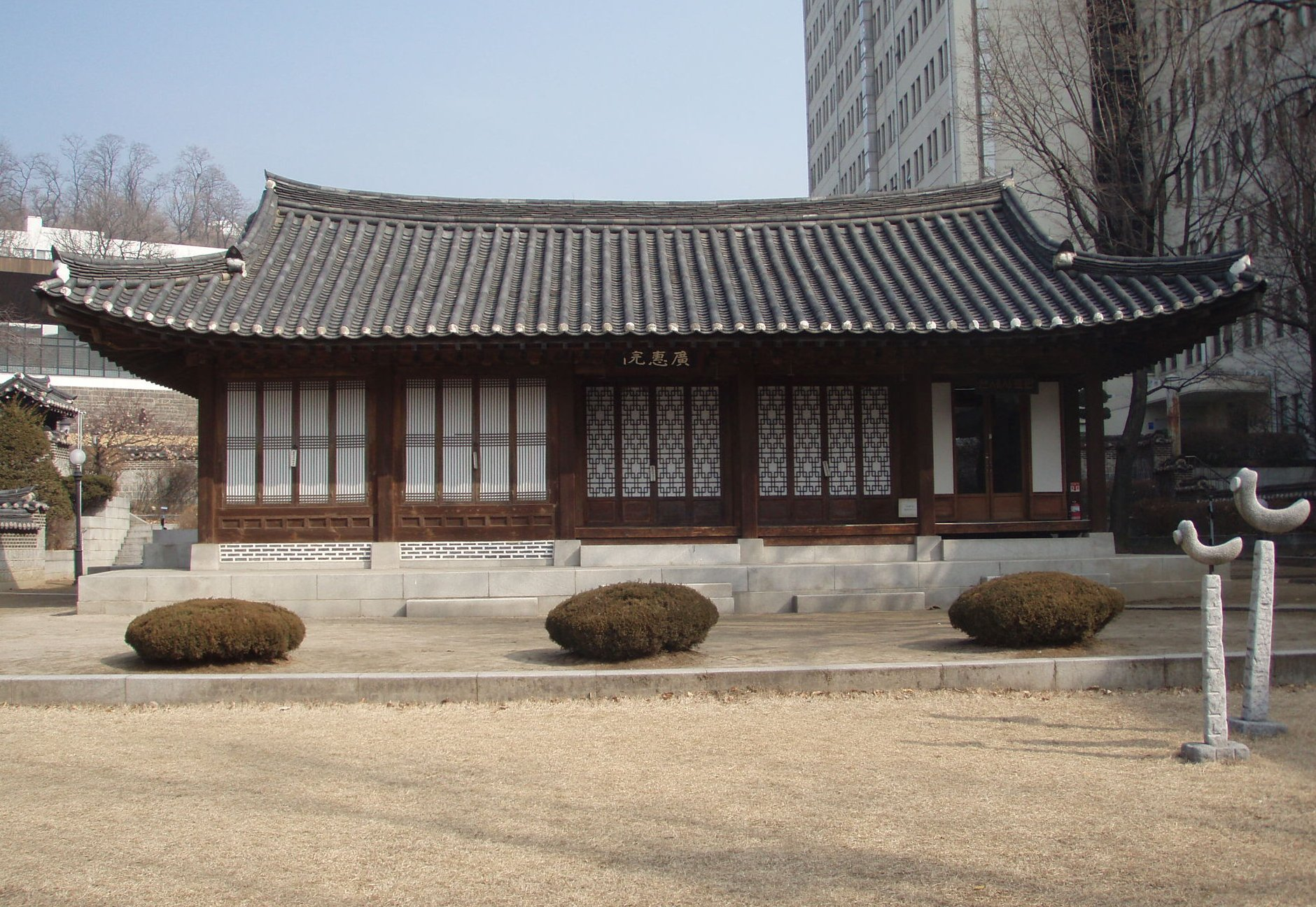
광혜원

세브란스병원과 서울대학교병원은 1885년에 설립된 대한민국 최초의 근대식 의료 기관인 광혜원(같은 해 제중원으로 개칭)을 자신들 역사의 효시라고 각기 주장하고 있다.
연세대학교는 1957년에 연희대학교와 세브란스 의과대학이 통합하여 만들어진 대학이다. 연희대학교의 전신인 조선기독대학이 1915년에 설립됐고, 세브란스 의과대학의 전신은 1885년에 미국 북장로회의 의료선교사 호러스 뉴턴 앨런의 주도로 설립된 광혜원으로 알려져 있으므로 연세대학교는 광혜원이 설립된 1885년을 개교 원년으로 삼고 있다. 
이에 대하여 서울대학교병원은 “세브란스병원과 제중원간의 인적연관성을 부정하지는 않으나, 광혜원/제중원은 조선 정부가 미국 의사들을 고용해서 설립한 병원이며 1905년 병원의 소유권을 국가가 돌려받았고, 따라서 국립 서울대병원이야말로 '국립'인 광혜원/제중원과 대한의원을 계승하는 국가 중앙 병원”이라고 주장한다.
하지만 세브란스병원측은 다음과 같은 이유로 서울대의대측의 주장을 조목조목 반박하고 있다. 
첫째 알렌은 조선정부에 고용된 의사가 아니며 선교부소속 의사로 그가 신수비라는 명목으로 받은 월 50원은 어의로서 받은 돈이라고 그의 저서에서 밝히고 있다는 것이다. 또한 50원이라는 금액 자체도 육영공원의 영어교사 월급의 십분의 일도 안되는 금액으로 오히려 다른 곳에 소속을 두고 대사관의사 등으로 활동하며 필요할 때만 진료를 볼때 받는 금액이 월 50원가량 이었다는 주장이다. 
두번째로 선교부로 제중원이 이관되면서 제중원이라는 병원자체를 정부에 돌려 준 것이 아니라 제중원 건물과 터만 돌려준 것이라고 주장한다. 제중원이라는 병원 자체를 조선정부에 넘긴것이라면 제중원이 조선정부의 관제에서 빠질 이유가 없으며 반환 이후 정부의 공식 문서인 관보에서까지 세브란스병원을 굳이 제중원이라고 칭할 이유가 없다는 주장이다.
세번째로 제중원과 대한의원의 연계를 부정한다. 기존 제중원 건물과 터를 돌려받은 조선정부는 이를 곧 바로 병원으로 활용한 것이 아니라 친일파인사와 일본인간의 사교모임인 대동구락부가 사용토록 하였으므로 제중원이 대한의원의 전신인 광제원과는 아무런 관련이 없다는 것이다. 이토 히로부미가 광제원과 적십자병원을 통폐합하여 서울대병원의 전신인 대한의원(이후 총독부의원으로 개칭)을 설립하였는데 광제원과 제중원을 억지로 연계시켜 제중원까지 자신들의 역사를 소급하려는 시도에 대한 반박이다. 
네번째로 제중원을 국립기관으로 규정하는 시각을 부정한다. 왕립 제중원 혹은 조선정부병원이라는 표현은 있어도 국립 제중원이라는 표현은 당시에는 사용하지 않았다는 것이다. 국립이라는 수식어는 'national'의 번역으로, 국가의 주권이 왕조에서 국민에게로 넘어가는 '근대국가(nation)'의 기관에 붙이는 수식이므로 조선정부의 왕립 제중원을 국립—당시에는 사용하지도 않았던—이라는 단어로 억지로 규정하여 대한민국의 국립 서울대병원과 연계하려 해서는 안된다는 것이다. 즉 주권자인 왕으로부터 백성에게 내려지는 가부장적 시혜의 성격이 강한 왕립의료기관과 주권자인 국민의 당연한 권리로써 누려야 할 건강권을 위한 국립의료기관의 성격이 다른데도 불구하고 굳이 왕조시대의 가부장적 봉건이데올로기로 회귀함으로써 자신들의 역사를 늘리려는 시도에 대한 강한 비판이다.
다섯번째로 제중원과 현재의 서울대병원의 성격이 같지 않다고 반박한다. 이는 소위 정신적 계승론—제중원은 국가가 세운 의료기관이므로 성격이 비슷한 서울대병원이 그 정신을 이어받는 것이 합당하다는 주장—에 대한 반박이다. 제중원 개원 당시 조선정부는 제중원은 진료기능 중심의 혜민서와 활인서의 역할을 이어받는다는 사실을 분명히 밝혔으며 의서의 편찬과 같은 국가주도의 의학관련 학술활동을 주관하는 기관으로 내의원이 존재하였으므로 굳이 조선정부에서 소위 '국가중앙병원'의 성격을 소급해 보자면 내의원에 더 부합한다는 주장으로 서울대병원의 정신적 계승론을 반박하고 있다.
이렇듯 제중원의 역사가 논란이 된 배경은 초기 제중원(제중원 개원부터 선교부로 이관되기 전까지)의 이중적 성격에 있다. 조선 정부가 병원의 운영 경비를 부담하고 제중원 당랑이라는 관리자를 파견 하였으며, 의료와 교육 등 병원과 의학교의 실질적 운영은 알렌과 그를 지원하는 선교부에 위임함으로써 초기 제중원은 조선정부와 미국선교부의 합작 병원이라는 이중적 성격을 지녔던 것이다—이때문에 제중원의 중요한 의사결정은 조선정부 혹은 외교부 단독으로 이루어진 것이 아니라 외아문과 선교부간의 공문교환을 통해 이루어졌다. (제중원은 이후 1894년 빈튼과 조선 정부간의 약정서 체결을 통해 병원에 대한 권리가 미국 북장로회 선교부로 이관되게 되었으며 조선정부의 관제에서도 빠지게 되어 조선 정부와 무관한 사립 의료기관으로 재편되었다.
또 제중원은 미국의 부호 세브란스씨로부터 거액을 기증받아 병원을 남대문 밖 복숭아골(현재 서울역 맞은편 연세빌딩 위치)로 확장 이전하면서 명칭도 세브란스병원으로 바꾸었고, 그간 조선정부에게 빌려 사용하던 기존의 건물과 토지를 1905년 조선 정부에 반환하였다.) 즉 이러한 이중적 성격이 제중원이 서울대학교병원의 전신이라는 주장의 빌미를 제공하게 된 것이다.

## 비운동권 총학생회와 운동권 간의 대립
1996년 8월 13일부터 한국대학총학생회연합 소속 대학생들이 연세대학교 교내에서 정부의 불허 방침에도 불구하고 제6차 범청학련 통일대축전 행사와 제7차 범민족대회를 개최하며 점거 농성에 들어가자 정부는 8월 20일에 전경을 투입하여 강경 진압하였다. 교내에서 발생한 한총련 시위로 인하여 종합관이 불타는 등 교내 시설이 크게 파손되었고, 과격 시위를 벌인 한총련에 대한 사회적 비판과 함께 그 해 치러진 제34대 총학생회 선거에서 한총련 주도의 학생 운동을 비판하는 비운동권 계열이 압도적 표차로 당선되었다.
그러나 비운동권 총학생회는 한 학기 내내 ‘다양성을 존중하고 민주주의를 지키라’라는 비판과 함께 어용, 우익이라는 비난을 받았다. 1997년 2월 총학생회가 “대부분 기독교인인 집행부의 정서에 맞지 않는다”는 이유로 총학생회실의 이한열 영정을 철거한 것을 단과대 학생회장들이 발견하면서 논란이 시작되었다. 4월에는 법과대학 학생회 주최로 노수석 추모제가 열리는 동안 학생들이 연세대 정문 앞에서 전경들과 대치하자 총학생회 간부들이 “폭력 시위 반대”라고 외치며 인간띠를 이루었다. 그 사이에 전경들이 시위대를 급습하여 학생들을 연행하자 총학생회에 대한 비판이 일었다. 5월 대동제 기간에 총학생회가 주최하고 후원한 순결서약식과 ‘경배와 찬양’이라는 대규모 종교집회가 교내에서 개최되자 학생들 사이에서 이를 비판하는 대자보 논쟁이 있었다. 총학생회가 자신들의 종교를 총학생회 운영에 무리하게 적용시켰다는 비판을 강하게 받았다.

## 학생 선발 과정을 둘러싼 논란

### 체육특기생 부정 입학 문제
1998년 9월 연세대 아이스하키부 이재현 감독이 학부모 6명으로부터 “아들을 체육특기생으로 선발해주겠다”며 6억 6000만원을 받은 혐의로 구속됐다. 검찰에 따르면 돈을 건낸 학부모들은 대부분 강남지역에 거주하는 부유층으로 아들의 실력이 떨어져 특기생 진학이 어렵자 고교감독으로부터 이 같은 제의를 받은 것으로 알려졌다. 2007년에도 아이스하키부 윤모 감독이 체육특기생을 부정입학 시킨 혐의로 징역 1년에 집행유예 2년, 추징금 400만원을 선고받았다. 검찰은 계좌추적 등을 통해 윤 씨가 2005∼2006년 학부모 및 고교 감독에게서 입학 대가로 거액을 받아 학교 관계자에게 전달했다고 발표했다. 2004년 10월 경찰은 체육특기생 부정입학 비리와 관련하여 연세대 축구부 감독의 자택에 대한 압수수색을 실시했다. 경찰은 감독이 해외로 달아달 것에 대비해 법무부에 출국금지를 요청했다. 서울지검 동부지청은 2000년 6월 10일 고교 야구선수 학부모로부터 돈을 받고 특기생으로 대학에 입학시켜 준 김충남 연세대 야구부 감독을 배임수재 혐의로 구속했다. 검찰에 따르면 김씨는 1997년 11월 서울 S고 야구선수의 학부모 심모 씨 등 2명으로부터 “아들을 체육특기생으로 입학시켜 달라”는 부탁과 함께 3차례에 걸쳐 8000만원을 받고 우수선수들에 ‘끼워넣기식’수법으로 대학에 입학시켜 준 혐의다. 2013년 4월에도 연세대 야구부 부정 입학 문제가 터졌다. 정진호 연세대 야구부 감독이 고교 야구선수를 대학에 입학시켜주는 대가로 금품을 받아 징역 10월, 추징금 3000만 원을 선고받은 것이다. 정진호 감독은 2012년 1월경 체육특기생을 둔 학부모에게서 청탁과 함께 현금 3000만원을 받고 학생을 부정입학시킨 혐의다. 한편 연세대 감독 시절 학부모에게서 3000만원을 받고 달아난 이광은 전 LG 트윈스 감독은 현재 수배 중이다.

### 음대 교수 입시 부정 문제
서울지검 특수3부는 1999년 11월 학부모들에게서 7000만원을 건네받고 입시생 2명의 실기 점수를 올려 합격시킨 혐의로 연세대 음대 강화자 교수를 불구속 입건했다. 강화자 교수는 1998년 11월 연세대 음대 실기시험의 심사위원으로 참여해 다른 대학교수 4명에게 채점 점수를 부탁하며 150~300만원씩 나눠준 것으로 드러났다. 검찰은 “교수들이 ‘품앗이’ 형태로 다른 대학의 심사위원으로 활동하면서 돈을 받고 학생들의 실기점수를 올려주는 수법을 사용했다”고 밝혔다.

### 간호대 부학장 자녀 부정 편입 논란
2005년 당시 연세대 간호대 부학장이었던 김모 교수가 딸의 편입학 과정에서 서류 및 면접 심사에 직접 참여해 만점에 가까운 점수를 준 것이 드러난 것이다. 이에 대해 연세대측은 “김 교수는 딸이 응시한 주간전형이 아니라 야간전형 심사위원을 맡았을 뿐, 편입학 과정 전반에 일체 관여하지 않았다”고 주장했으나, 검찰은 김 교수가 편입학 전형 관련 사정회의에 참석했던 것을 확인했다. 이후에 연세대 측은 “사정회의는 말 그대로 결정된 합격자에 확인 도장만 찍는 자리며 인원이 뒤바뀌는 경우는 지금껏 없어 합격에 영향을 미칠 수는 없다”라고 변명했다. 그러나 김 교수가 딸의 입학 전형 과정에 참여한 것 자체가 문제라는 지적에 대해 학교 측은 “참여 금지 공문이 간호학과에 전달되지 못해 일어난 일”이라고만 해명해 논란이 이어졌다.

### 총장 부인의 편입 청탁 의혹
2007년 10월 정창영 총장의 부인 최윤희 씨가 학부모로부터 치의학과 편입학 청탁과 함께 2억원을 수수하였다는 의혹이 제기되었다. 최씨는 당초 돈거래 사실 자체를 부인하였으나 정 총장은 공개 해명서를 통하여 부인이 아들의 사업 자금을 마련하기 위하여 지인에게 돈을 차용하였는데 알고보니 편입학 지원자의 학부모로부터 나온 것을 알고 돈을 반환하였다고 해명하였다. 한편 연세대학교는 대학의 편입학 전형 비리가 아니라 정 총장 부인의 개인문제라고 해명하였다. 정창영 총장은 의혹이 제기된지 이틀 후에 치의대 편입 관련 사태에 대한 책임을 지고 사의를 표명하였고, 이사회는 사표를 수리하였다. 이후 검찰은 신촌 연세대 교정에 있는 총장 공관에서 노트북 등 컴퓨터와 세금 영수증, 관련 서류 등을 압수했다. 검찰은 김씨가 최씨한테 2억원이 든 통장 5개를 도장과 함께 건네고, 큰 돈이 오갔는데도 이자가 한 푼도 없었던 점 등 이들 사이의 돈거래가 일반적인 거래와 다른 점에 비춰 편입학 청탁과 관련됐을 것으로 보고 조사를 진행했다.
수사한 검찰은 형사처벌할 만한 혐의점을 찾지 못하여 정 전 총장 부부 모두에게 무혐의 처분을 내렸다. 한편 연세대와 서로 상대 대학의 현직 총장에 대해 명예박사를 수여하는 관행을 유지해온 고려대는 이 사건과 관련, 정창영 전 총장에 대한 명예박사 학위 수여 계획을 백지화했다.

### 입학사정관 비리 의혹
2010년 9월 스피치교육업체의 김모 대표가 트위터에 “형 혹시 연세대 수시 접수하면 연락 주세요. 집사람이 입학사정관인 거 아시죠? 후배 덕 좀 보시죠”라며 지인에게 대입 특혜를 약속하는 듯한 글을 남겨 파문이 확산됐다. 김 대표는 전직 아나운서로 서울 강남에서 스피치학원을 운영하고 있으며, 한 일간지에 입학사정관제 면접요령 등을 기고하고 있었다. 게시물을 확인한 누리꾼들은 김 대표의 트위터 화면을 갈무리해 온라인 게시판에 퍼 나르고 있다. 누리꾼들은 입학사정관제의 공정성이 훼손됐다고 비판하며 “어떤 특혜를 준다는 것이냐” “아내가 입학사정관이란 점을 과시하다니 어이가 없다” 등의 댓글을 달았다.
논란이 확산되자 연세대는 김 대표 아내의 모든 입시전형 업무를 정지시킨다고 밝혔다. 연세대 입학처 관계자는 “김 대표의 아내가 지난해부터 입학사정관으로 일하고 있는 것은 사실이지만, 부정한 청탁이 이뤄지진 않았다”며 “다만 공정성의 훼손을 방지하고 입학사정관제의 신뢰성을 지키고자 업무를 정지시켰다”고 설명했다.
한편 논란이 된 트위터 메시지를 받은 방송국 아나운서는 “해당 글을 읽지 못했다. 김 대표가 방송계 후배는 맞지만 그 글은 내 의지와 전혀 관계없이 올라간 것”이라며 “아들이 이번에 해당 학교에 시험을 치지만 입학사정관제 대상은 아니다”라고 해명했다.

## 송자 총장의 국적 논란
1992년 7월 연세대 총동문회 부회장이던 김병헌 변호사가 신임 총장으로 확정된 송자 총장에 대해 “이중 국적자로 총장 자격이 없다”며 법원에 `총장직 취임금지 가처분신청'을 냈다. 그러나 김병헌 변호사가 낸 가처분신청은 “김병헌 변호사가 원고 자격이 없다”는 이유로 받아들여지지 않았다. 송자 총장은 1977년 미국 국적을 얻으면서 한국 국적을 상실했으나 1984년 미국 국적을 포기하면서 무국적자인 상태로 총장에 취임했다. 교내에서 미국 국적에 대한 논란이 계속 일어나자 송자 총장은 1993년 3월 한국 국적을 회복했다. 그럼에도 김형열 교수(행정학) 등 연세대 교수 4명이 학교법인 연세대와 송자 총장을 상대로 총장선임무효 확인 등 청구소송을 다시 냈다. 이듬해 법원의 1심에서 송자 총장의 선임무효가 판결됐지만 연세대학교 재단이사회는 송자 총장에 대한 재신임을 결정했다고 발표했다. 이어 재단이사회는 사학권능과 사학발전에 전적으로 반대되는 판결이므로 이에 불복, 항소키로 했다고 말했다. 이에 앞서 연세대 기독교학생회와 서울 및 원주캠퍼스 `학원대개혁을 위한 비상대책위원회'소속 학생 30여명은 송자 총장이 법인사무처 회의실에서 이사회를 마치고 나와 승용차에 탑승하자 10여분간 승용차를 가로막고 "부도덕한 총장은 물러가라"는 구호를 외친 뒤 본관 총장직무실까지 승용차를 둘러싸고 행진을 벌였다. 1995년 5월 항소심에서 법원은 원고들의 청구를 각하 또는 기각했다.

## 기여우대입학제 도입 논란
2001년 연세대학교 김우식 총장은 학교 발전에 기여한 사람의 자녀에게 입학시 혜택을 주는 ‘기여우대입학제’를 도입하겠다고 밝혀 사회적 논란을 야기하였다. 연세대학교는 기여우대입학의 조건으로 물질적 기여자와 비물질적 기여자로 구분하여 물질적 기여자에 대해서 20억원 이상을 제시한 《기여우대입학제 실시 계획안》을 교육인적자원부에 제출하였다. 교육인적자원부는 물질적이든 비물질적이든 기여우대제는 현행 관련 법령의 규정에 의해 불가하다는 입장을 밝혔다. 2008년 김한중 총장은 취임 기자회견에서 임기 동안에 기여입학제를 시행하지 않겠다고 말했다.

## 이한열 영정 훼손 사건
2004년 이한열 열사의 17주기 추모식을 위하여 연세대학교 중앙도서관에 세워졌던 이한열의 영정이 훼손되는 사건이 발생하였다. 이한열은 연세대 경영학과 재학 중이던 1987년 6월 9일 ‘6.10 대회 참여를 위한 연세인 총결의대회’에 참석해 독재 타도와 호헌 철폐를 외치다 경찰이 발포한 최루탄에 맞아 사망하여 6월 항쟁과 6·29 선언의 도화선이 된 인물이다. 연세대학교 총학생회는 6월 10일 오전 9시쯤 신원을 알 수 없는 남자 2명에 의해서 중앙도서관 앞에 세워둔 영정이 옮겨졌고, 도서관 뒤편에서 칼과 같은 것으로 여러 군데 찢겨진 채 발견되었다고 밝혔다. 훼손된 영정은 1987년 사망 당시 제작되어 장례식 때 사용되었던 대형 영정으로 연세대 총학생회에서 보관하면서 매년 6월 교내에서 열리는 추모제 때에만 중앙도서관 정문에 설치하였었다. 훼손된 영정은 원본을 그린 최병수 화백이 새롭게 제작하여 2007년 20주기 추모식 행사 때 공개되었다.

## 친일인사 동상과 기념관 논란
전국적으로 친일 의혹을 받고 있는 인사의 동상이 세워진 학교는 연세대를 비롯하여 서울대, 고려대, 이화여대, 경북대, 숙명여대, 서울여대, 추계예술대, 인덕대 등 대학에서부터 영훈초·중·고, 휘문중·고, 중앙고 등 초중등학교에 이르기까지 알려진 곳만 20여곳에 이른다. 이에 대해 연세대학교 민주노동당 학생위원회는 2005년 4월 6일 교내에서 기자회견을 열어 친일 인사 7명의 명단을 발표했다. 학생위는 백낙준 초대 총장을 비롯해 유억겸, 윤치호, 오긍선, 정인섭, 갈홍기, 이묘묵 등이 일제시대에 학계와 문화계에서 두루 활동하며 친일행적을 벌였다고 밝혔다. 또한 연세대에는 친일단체 간부로 학병을 독려했던 이 학교 총장을 지낸 백낙준의 동상이 있고, 그의 호를 딴 용재관이 있으며, 용재상도 있고 다른 친일인사인 유억겸의 이름을 딴 유억겸 기념관도 연세대에 있어 현재까지 논란이 되고 있다.

## 일본 극우 자금의 연구비 유입 논란
2005년 연세대 내에 역사왜곡 등을 주도하는 일본 극우세력이 후원하는 자금이 1990년대 중반부터 유입돼 연구기금으로 쓰이고 있다는 것이 밝혀져 논란을 빚었다. 특히 연세대에 자금을 제공한 A급 전범 사사카와 료이치(笹川良一)는 무솔리니의 숭배자로 일-독-이(日-獨-伊) 3국동맹의 디딤돌 역할을 한 인물이며, 만주 항일유격대 소탕-가미가제 특공대 창설 등 각종 범죄행위를 저지른 대표적 전범이라는 점에서 파문이 일파만파로 번졌다..연세대는 1995년 12월 한·일 국교정상화 30년을 맞아 일본재단의 기금출연으로 ‘한일 협력연구기금’을 설치한다고 발표하고 조인식까지 가졌으나, 교수평의회가 강하게 반발하자 명칭을 ‘아시아 연구기금’을 변경했을 뿐 이를 폐지하지는 않았다. 일본재단은 미국과 중국의 명문대에도 기금을 제공하려 했지만 이들 대학은 한도액을 정해 제한적인 용도로만 사용했거나 아예 거부했다.

## 신입생 기부금 종용 논란
2008년 연세대가 새내기의 학부모들에게 ‘학교 발전기금’ 명목으로 기부금을 종용한 것으로 밝혀졌다. 연세대는 서울 강남, 경기 분당 등 소위 ‘부유층 거주지역’에 사는 신입생 가정에 학교 직원이 직접 전화를 걸어 기부금을 요구했고, 같은 시기에 신입생 가정 모두에 기부금 관련 안내문을 발송했다. 연세대는 이런 방식으로 1억원가량의 기부금을 모았다. 연세대는 2003년에도 수시모집 합격생 1600명을 대상으로 전문 텔레마케터를 고용, 학부모들에게 기부금을 요구했다가 교육당국이 진상조사에 나서는 등 논란을 일으킨 바 있다.

## 교직원의 학교 예산 횡령 사건
2008년 12월 연세대학교 정보대학원 김모 과장이 3년 동안 특수대학원 최고위 과정에서 불법적인 방법으로 비자금 1억3600만원을 횡령하고, 경제대학원 박모 부장 역시 수천 만원대의 학교 예산을 빼돌린 것으로 드러났다. 언론홍보대학원 윤 과장은 편법적인 방법으로 2억2100만원을 만든 뒤 업무추진비와 부서 직원 수당 등으로 1억8200만원을 사용하고, 물품구입비로 3900만원을 썼다. 연세대 관계자는 “윤 과장의 경우는 예산을 전용했을 뿐 개인적으로 횡령한 점은 드러나지 않아 감봉 3개월의 징계가 내려졌다”며 “나머지 두 사람은 일정 금액을 개인적으로 사용한 점이 인정돼 해임 처분이 결정됐다”고 밝혔다. 정보대학원 김 과장은 징계가 확정되기 전 횡령금액을 반환한 뒤 사직서를 냈다. 연세대 특수대학원 감사는 지난 3월 정보대학원 최양수 원장이 ‘정보대학원 예산 집행에 문제가 있는 것 같다’고 의혹을 제기해 시작됐다. 정보대학원 감사가 진행되는 동안 연세대 교수평의회는 학교 재단에 ‘같은 일이 반복되지 않도록 대학원 전체 감사를 실시하고 재발 방지 대책을 마련해야 한다’는 공문을 보냈고, 지난 5월 특수대학원 전체로 감사가 확대됐다.

## 성범죄와 관련된 사건

### 신입생 환영회 성추행 사건
2010년 1월 23일 연세대학교 온라인 커뮤너티 ‘세연넷’의 익명게시판에 “09학번 선배가 신입생 환영모임에서 여자 후배들을 성추행했다”는 주장이 게재돼 논란이 발생했다. 이에 대해 성추행 혐의를 받고 있는 가해자는 24일 세연넷 게시판에 “제 행실이 원망스럽고 피해자분들게 죄송하다. 다시는 이런 일이 재발하지 않도록 하겠다”며 사과문을 올렸고 “자숙하는 의미로 휴학하겠다”고 밝혔다. 가해자는 신입생 환영 모임 등에서 술 취한 여자 신입생을 상대로 몸을 더듬거나 성희롱 발언을 하는 등 성추행을 해 온 것으로 드러났다. 앞서 피해 여학생 한 명이 09학번으로부터 성추행 사실을 폭로한 글을 올린 데 이어 여학생들 사이에서 “나도 그렇게 당한 적 있다” 혹은 “스킨십이 심해져 하지 말라고 했더니 ‘너도 즐기면서 왜 그러냐’는 식으로 나무랬다”, “집에 데려다 준다며 따라 나와 키스하고 가슴을 만졌다”는 말이 돌면서 피해자가 20여명으로 늘었다.

### 의과대학 실험실 성추행 사건
2012년 7월 연세대 의과대학에서 석사 입학 예정자인 여성 연구원이 같은 실험실의 박사과정 선배 연구원에게 10차례나 성추행을 당했다고 서울 서대문경찰서에 고소했다. 이에 따라 연세대 측도 조사위원회를 꾸렸다. 여성 연구원은 고소장에서 “가해자가 사과하기는커녕 계속해서 혐의를 부인, 고소하게 됐다”고 말했다. 또한 여성 연구원은 연세대 성희롱·성폭력 상담실에 사건을 접수했다. 상담실 측은 “학칙에 의거해 관련 조직위를 구성한 다음 성추행 여부에 대해 판단하겠다”고 밝혔다.
오마이뉴스의 인터뷰에 따르면 연구실 실장인 박사과정의 연구원은 오후 연구실에 혼자 남아 공부하려던 여성 연구원에게 커피를 함께 마시자고 요구했다. 이어 가해자는 피해자의 허벅지를 여러 차례 만졌다. 또 다음날인 12일 회식자리에서도 “술 적당히 마시라”며 자신의 허리를 2번 감쌌고, 13일 실험 중인 동물의 마취가 풀려 겁먹고 울던 여성 연구원의 얼굴을 만졌다고 증언했다. 여성 연구원의 지인은 “피해자는 대학원 진학과 장래 등을 관할하는 선배 연구원에게 불쾌감을 표시하면 잘릴까봐 걱정이 돼 항의하지 못했다”고 덧붙였다. 이와 함께 여성 연구원은 가해자의 진정한 사과와 연구실 퇴출 등 학교측의 적절한 조치를 요구했다. 한편 피해자 연구원은 연구실을 그만두겠다고 밝힌 뒤 관련 내용을 생물학연구정보센터(BRIC) 사이트에 올렸다.

### 강사와 대학원생의 윤간 사건
2013년 8월 연세대 대학원 대학원생과 시간강사가 함께 여행 간 여성 가운데 1명을 번갈아 성폭행한 사건이 발생했다. 11일 시간강사와 대학원생들은 경기도 가평의 한 펜션으로 MT를 갔다. 이어 저녁에 함께 술을 마시고 피해 여성은 혼자 방에서 잠을 자고 있는데 시간강사와 대학원생 각각 1명이 차례로 들어와 성폭행해, 피해 여성이 112로 신고했다고 경찰은 밝혔다.

## 미화원 폭행 사건
연세대학교 미화원 폭행 사건은 2010년 5월 25일 오전 7시28분께 이 대학 공대 1층 여자화장실 앞에서 만취 상태의 남성이 ‘남자화장실 문이 잠겼다’고 욕설을 하며 한 여성 미화원을 폭행한 사건이다. 연세대 재학생으로 추정되는 이 남성은 문이 잠긴 연구실을 화장실로 착각하고 문을 열려다 직원과 시비가 붙었다. 이를 제지하려던 경비원까지 폭행하고 자취를 감춘 것으로 알려졌다. 인기척이 들리자 술에 취한 이 남성은 달아났고, 부상당한 미화원과 경비원은 등교 중이던 학생들에 의해 발견됐다. 그 뒤 소문은 교내외로 확산돼 경희대 패륜녀 사건과 함께 일반인에게 회자됐다. 이와 관련 연세대 총학은 성명서를 통해 “피해자 진술과 CCTV 화면 등을 볼 때 가해자가 우리 학교 학생일 공산이 크다”며 “형사처벌을 원하지는 않지만 진상조사로 당사자를 찾아 사과를 받고 피해자 치유와 보상에 힘쓰겠다”고 밝혔다. 이번 사건을 계기로 총학은 학내 노동자를 존중하자는 내용의 학생규약을 만들었다. 그러나 3개월이 지나도 범인은 잡히지 않았다.

## 세브란스 교수의 허위 진단서 사건
2002년 경기도 하남 검단산에서 발생한 ‘여대생 공기총 청부 살해 사건’의 용의자로 검거돼 2004년 무기징역형을 선고받았던 영남제분 회장의 부인 윤길자 씨가 12가지가 넘는 병명이 기재된 진단서를 바탕으로 형 집행정지 신청을 받아내 6년 전부터 호화 병실에서 특혜를 받아 온 것이 드러났다. 이 과정에서 연세대 세브란스병원의 주치의였던 박모 교수가 윤씨에 대해 유방암, 파킨슨병 등을 진단하면서 윤씨는 2007년 형 집행이 정지됐고 2013년 초까지 다섯 차례 이를 연장했다. 또한 박모 교수는 윤 씨의 남편인 류모(66) 영남제분 회장으로부터 미화 1만 달러를 받은 혐의가 추가로 밝혀졌다.
이와 관련 당시 협진한 각 계통의 담당 의사들은 윤씨의 상태에 대해 “약 처방으로 외래치료가 가능하다”고 진단했다. 그러나 박 교수는 “윤씨는 수형 생활이 불가능한 건강 상태로 거동이 불편하며 입원 치료가 필요하다”는 소견서를 종합적으로 꾸민 것으로 밝혀졌다. 2013년 9월 26일 연세대는 인사위원회를 열어 세브란스병원 박모 교수를 직위해제했다.
박 모 교수는 1심 재판에서 징역 8개월의 실형을 선고 받았다.

## 재단의 사학연금 대납 논란
학생들이 낸 등록금이 주 수입원인 교비회계 등에서 2080억원을 유용한 44개 사립대의 명단이 2013년 7월5일 교육부에 의해 공개됐다. 교육부가 공개한 명단에 따르면 연세대가 524억원으로 대납액이 가장 많았다. 교육부 감사 결과 연세대는 노동조합과 단체·임금협약을 맺고 2000년 이후 지난해 2월까지 교직원들이 내야 할 사학연금 보험료 461억원을 교비회계와 병원회계(진료비 수입) 등에서 지급한 것으로 드러났다. 또 같은 기간 교직원들이 민간보험회사에 단체로 가입한 개인연금 보험료 62억원도 함께 내줬다. 교육부는 연세대를 비롯한 사학연금 대납 대학들에 환수조치를 요구하고 환수하지 않는 대학들에 대해선 연구비 지원 지급 금지 등의 제재 조치를 취하겠다고 밝혔다.

## 백양로 프로젝트 사업을 둘러싼 갈등
2015년까지 900여억원이 투입되는 백양로 프로젝트는 백양로 지하에 차량통행로와 주차장을, 지상에는 녹지와 광장을 조성하는 사업이다. 백양로 프로젝트에 반대하는 교수와 학생들로 구성된 연사모는 이 사업이 백양로의 역사적·생태적 가치를 무시한 채 졸속추진되고 있다며 2013년 9월 초부터 천막을 치고 시위를 벌여왔다. 갈등이 계속되자 교수·교직원·학생·동문·본부 측 대표로 구성된 협의체가 꾸려졌지만 4차례 협의 끝에 10월말 협상이 결렬됐고 학교본부는 학내에 설치된 반대 측 농성천막을 11월 13일 새벽 기습적으로 철거하고 공사를 강행했다. 연사모 측 교수 40여명과 재학생 100여명이 11월 13일 오후 정문 앞에서 기자회견을 열고 "백양로 사업은 원안 제시부터 오늘의 폭력적인 사태에 이르기까지 일방적이고 강압적인 과정이었다"며 "본부 측은 공사를 중단하고 학내 의견수렴을 위한 공청회를 존중하라"고 요구했다.

## 같이 보기
- 연세대학교
- 연세대학교 국제캠퍼스
- 세브란스병원